# Bendición mortal
Bendición mortal (título original - Deadly Blessing) es una película de terror estadounidense de 1981 dirigida por Wes Craven y protagonizada por Ernest Borgnine, Maren Jensen, Susan Buckner (ambas mujeres haciendo su última aparición en el cine) y Sharon Stone en su debut. AllMovie comentó acerca de la película: "Bendición mortal marca una fase transitoria del director Wes Craven entre su duro trabajo inicial y sus éxitos comerciales posteriores". Sin embargo, la película no fue bien recibida por la crítica y tiene apenas un 20% de ranking aprobatorio en el sitio web Rotten Tomatoes.

## Sinopsis
En una comunidad fundamentalista que ve los adelantos de la tecnología como una señal satánica, la extraña Martha se presenta como un nuevo miembro. Desde su llegada, la tranquilidad que reinaba en el lugar empieza a transformarse tras extraños y terroríficos sucesos.

## Reparto
| - Maren Jensen es Martha Schmidt. - Sharon Stone es Lana Marcus. - Susan Buckner es Vicky Anderson. - Jeff East es John Schmidt. - Colleen Riley es Melissa. - Douglas Barr es Jim Schmidt. | - Lisa Hartman es Faith Stohler. - Lois Nettleton es Louisa Stohler. - Ernest Borgnine es Isaiah Schmidt. - Michael Berryman es William Gluntz. - Kevin Cooney es el comisario. |